# 田义功
田义功（1949年12月—），祖籍山东寿光，生于河南台前县夹河乡田楼村，中国人民解放军中将。
1995年10月至1997年9月，擔任成都軍區幹部部部長；1997年9月至1999年4月，担任中国人民解放军第13集团军政治部主任，1998年7月至2009年7月晋昇少將軍銜；2002年7月至2008年1月，任成都军区政治部副主任；2008年1月，任广州军区副政委。2009年7月，晋升为中将军衔。